# Savanne SC
El Savanne SC es un equipo de fútbol de las Islas Mauricio que milita en la Primera División de las islas Mauricio, la segunda liga de fútbol más importante del país.

## Historia
Fue fundado el 28 de enero de 2001 en la localidad de Riambel, en Savanne y nunca ha sido campeón de liga, pero ha ganado la Copa de Mauricio en 2 ocasiones y 1 vez ha ganado la Copa de la República.
A nivel internacional ha participado en 2 torneos continentales, donde nunca ha avanzado más allá de la Ronda Preliminar.

## Palmarés
- Copa de Mauricio: 2

2003, 2004
- Republic Cup: 1

2009

## Participación en competiciones de la CAF
| Temporada | Torneo                       | Ronda      | Club       | Casa | Visita | Global |
| --------- | ---------------------------- | ---------- | ---------- | ---- | ------ | ------ |
| 2004      | Copa Confederación de la CAF | Preliminar | Dynamos FC | 0-0  | 0-3    | 0-3    |
| 2005      | Copa Confederación de la CAF | Preliminar | Red Star   | 2-0  | 0-4    | 2-4    |